# Mirela Dedic
Mirela Dedic (* 15. Dezember 1991 in Bruck an der Mur) ist eine ehemalige österreichische Handballspielerin, die bei Hypo Niederösterreich unter Vertrag stand.

## Vereinskarriere
Mirela Dedic spielte als linke Flügelspielerin für Hypo Niederösterreich in der Women Handball Austria, der ersten österreichischen Liga. Nach der Saison 2024/25 beendete sie ihre aktive Karriere.

## Auswahlmannschaften
Dedic gehörte dem Kader der österreichischen Nationalmannschaft an. Ihr Debüt für die Nationalmannschaft war am 22. April 2011. Mit Österreich nahm sie an der Weltmeisterschaft 2023 teil und schloss das Turnier auf dem 19. Platz ab. Dedic erzielte im Turnierverlauf sechs Treffer.